# Гу Чжутун
Гу Чжутун (кит. трад. 顧祝同, упр. 顾祝同, пиньинь Gù Zhùtòng; 1893—1987), второе имя Мошань (кит. 墨山), военный генерал и чиновник Китайской Республики.

## Биография

### Ранние годы и карьера
Гу Чжутун родился в уезде Аньдун (современный Ляньшуй провинции Цзянсу). Обучался в начальной военной академии в возрасте 19 лет, когда вспыхнула Синьхайская революция, и он вскоре присоединился к революции. В 1912 году он присоединился к Гоминьдану, после чего обучался военному делу. В 1922 году он отправился в Кантон, где стал штабным офицером Второй кантонской армии. В 1924 году была основана военная академия Вампу, и он стал одним из преподавателей. Когда была вновь сформировано националистическое правительство, он стал командиром батальона. Во время Северного похода Гу Чжутун был назначен командиром дивизии, а затем командиром корпуса. В войне центральных равнин он командовал 16-й армией. В 1931 году он стал командиром Нанкинского гарнизона, столицы националистического правительства. В 1933 году он участвовал в антикоммунистической кампании. В 1935 году Гу Чжутун получил звание генерала и поставлен во главе трёх юго-западных провинций, будучи также председателем провинции Цзянсу. После начала Второй японо-китайской войны, он был назначен командующим 3-м военным районом, в ходе инцидента с Новой 4-й армией в 1941 году националистические подразделения под его командованием уничтожили большой контингент коммунистических войск, и Чан Кайши наградил его орденом Синего неба и Белого солнца, что было самой высокой честью для китайского командира.

### Гражданская война
В 1946 году Гу был назначен главнокомандующим армией Китайской Республики и занимался провинциями, контролируемыми коммунистами. В 1947 году участвовал в Мэнлянгуйской кампании, в которой элитная 74-я независимая усиленная дивизия была уничтожена коммунистическими силами. Чан Кайши освободил его от командования, и назначил его начальником Генштаба.

### Тайвань
В марте 1950 года он прибыл в Тайвань и был назначен Министром обороны, а в 1954 году он был повышен в звании. В 1956 году Гу был назначен генеральным секретарем Национального совета обороны, в 1972 году стал советником Чана Кайши. Гу умер 17 января 1987 года.